# Cantone di Saint-Laurent-de-la-Salanque
Il Cantone di Saint-Laurent-de-la-Salanque era una divisione amministrativa dell'arrondissement di Perpignano.
È stato soppresso a seguito della riforma complessiva dei cantoni del 2014, che è entrata in vigore con le elezioni dipartimentali del 2015.
Comprendeva i comuni di:
- Le Barcarès
- Claira
- Saint-Hippolyte
- Saint-Laurent-de-la-Salanque
- Torreilles